# Bumetopia japonica
Bumetopia japonica är en skalbaggsart som först beskrevs av Thomson 1868.  Bumetopia japonica ingår i släktet Bumetopia och familjen långhorningar. Inga underarter finns listade.